# 漂移板
漂移板是一种新型滑板，由左、右脚两块板组成。两板分离，左、右脚分别踩踏。通过交替划S形曲线获得动力前进。滑动时人侧向前进方向，可左行也可右行。通过训练可在行进中转体180度切换左、右行状态。熟练滑手速度可接近或超过自行车速度。